# Ve Slatinské stráni
Ve Slatinské stráni je přírodní rezervace poblíž obce Slatina nad Zdobnicí v okrese Rychnov nad Kněžnou. Důvodem ochrany jsou opukové stráně s teplomilnou květenou (střevíčník pantoflíček).